# Julia (Nick & Simon)
Julia is een Nederlandstalig nummer van het Volendamse duo Nick & Simon uit 2013. Er bestaan 154 verschillende versies van dit nummer. Gordon Groothedde produceerde alle versies voor Nick & Simon. Later namen ze nog eens 20 extra versies op na reacties van teleurgestelde fans.
Vanaf 8 maart 2013 kwam het nummer uit als Cd-single en al eerder, op 21 september 2012, als nummer op het studioalbum Sterker. Alle 154 versies werden als losse single uitgebracht op iTunes. Er verschenen ook acht varianten van een fysieke single.
Half maart 2013 kwam Julia binnen op de eerste plaats van de Single Top 100. Het betekende de tiende nummer 1-hit voor Nick en Simon in die lijst. Een week later kwam de single ook op de eerste plaats binnen van de Nederlandse Top 40. In deze lijst was het hun eerste nummer 1-hit (als duo).

## Hitnoteringen
| Hitlijst           | Datum van binnenkomst | Hoogste positie | Aantal weken | Laatste notering |
| ------------------ | --------------------- | --------------- | ------------ | ---------------- |
| Single Top 100     | 16-03-2013            | 1               | 17           | 06-07-2013       |
| Nederlandse Top 40 | 23-03-2013            | 1               | 8            | 11-05-2013       |

### Nederlandse Top 40
| Hitnotering: 23-03-2013 t/m 11-05-2013 | Hitnotering: 23-03-2013 t/m 11-05-2013 | Hitnotering: 23-03-2013 t/m 11-05-2013 | Hitnotering: 23-03-2013 t/m 11-05-2013 | Hitnotering: 23-03-2013 t/m 11-05-2013 | Hitnotering: 23-03-2013 t/m 11-05-2013 | Hitnotering: 23-03-2013 t/m 11-05-2013 | Hitnotering: 23-03-2013 t/m 11-05-2013 | Hitnotering: 23-03-2013 t/m 11-05-2013 | Hitnotering: 23-03-2013 t/m 11-05-2013 |
| Week:                                  | 1                                      | 2                                      | 3                                      | 4                                      | 5                                      | 6                                      | 7                                      | 8                                      |                                        |
| -------------------------------------- | -------------------------------------- | -------------------------------------- | -------------------------------------- | -------------------------------------- | -------------------------------------- | -------------------------------------- | -------------------------------------- | -------------------------------------- | -------------------------------------- |
| Positie:                               | 1                                      | 1                                      | 3                                      | 13                                     | 20                                     | 35                                     | 39                                     | 36                                     | uit                                    |

### NederlandseSingle Top 100
| Positie: | 1 | 1 | 2 | 17 | 23 | 53 | 34 | 24 | 51 | 32 | 44 | 45 | 56 | 71 | 73 | 80 | 95 | uit |